# نيلسون لوكاس
نيلسون لوكاس (بالفرنسية: Nelson Lucas)‏ هو منافس ألعاب قوى سيشلي، ولد في 30 يونيو 1979.

## وصلات خارجية
- نيلسون لوكاس على موقع الاتحاد الدولي لألعاب القوى (الإنجليزية)
- نيلسون لوكاس على موقع أوليمبيديا (الإنجليزية)